# Morti nel 1870
| Questa pagina contiene informazioni ricavate automaticamente dalle voci biografiche con l'ausilio del template Bio e di un bot. L'aggiornamento è periodico e automatico e ricostruisce completamente la pagina. Se manca una persona in questa lista, sei pregato di non aggiungerla, ma accertati piuttosto che la sua voce biografica contenga il template Bio e che i dati anagrafici siano correttamente compilati. Se il template Bio manca, inseriscilo tu stesso o, in alternativa, metti l'avviso {{tmp\|Bio}} che ne segnala la mancanza. Se i dati riportati sono sbagliati, correggi direttamente la voce biografica; le modifiche saranno visibili in questa lista entro pochi giorni. Per chiarimenti vedi il progetto biografie. La lista contiene solo le 321 persone che sono citate nell'enciclopedia e per le quali è stato implementato correttamente il template Bio. Pagina aggiornata al 10 ago 2025. |

## Gennaio(25)
- 2 gennaio - Johannes Flintoe, pittore danese (n. 1787)
- 3 gennaio - Francesco Predari, storico, enciclopedista e bibliotecario italiano (n. 1809)
- 4 gennaio - Jacopo Pirona, abate, scrittore e linguista italiano (n. 1789)
- 6 gennaio - Joseph Anthony Mower, generale statunitense (n. 1827)
- 7 gennaio - George Pollard, marinaio statunitense (n. 1791)
- 8 gennaio - Johann Peter Bruggisser, politico, giudice e imprenditore svizzero (n. 1806)
- 8 gennaio - Demetrio II di Alessandria, vescovo cristiano orientale egiziano
- 9 gennaio - George De Lacy Evans, generale e politico inglese (n. 1787)
- 9 gennaio - Antonio Mathieu, politico italiano (n. 1798)
- 10 gennaio - Victor Noir, giornalista francese (n. 1848)
- 11 gennaio - Antonietta Pallerini, ballerina italiana (n. 1790)
- 13 gennaio - George Samuel Perrottet, botanico svizzero (n. 1790)
- 15 gennaio - Thomas Herbert Maddock, funzionario e politico britannico (n. 1792)
- 16 gennaio - Enrico Gonin, pittore e incisore italiano (n. 1799)
- 17 gennaio - Alexander Anderson, incisore, illustratore e medico statunitense (n. 1775)
- 18 gennaio - Samuel Bailey, economista e filosofo britannico (n. 1791)
- 20 gennaio - George Seymour, ammiraglio britannico (n. 1787)
- 21 gennaio - Aleksandr Ivanovič Gercen, scrittore e filosofo russo (n. 1812)
- 25 gennaio - Wilhelm Moritz Keferstein, naturalista, zoologo e erpetologo tedesco (n. 1833)
- 26 gennaio - Achille Léonce Victor Charles, duca de Broglie, nobile, politico e diplomatico francese (n. 1785)
- 26 gennaio - Cesare Pugni, compositore italiano (n. 1802)
- 28 gennaio - Leopoldo II di Toscana, sovrano italiano (n. 1797)
- 30 gennaio - Bertrand-Sévère Mascarou-Laurence, vescovo cattolico francese (n. 1790)
- 31 gennaio - Nicolò Mignogna, patriota e politico italiano (n. 1808)
- 31 gennaio - Giosuè Ritucci, generale e politico italiano (n. 1794)

## Febbraio(19)
- 1º febbraio - Auguste Regnaud de Saint-Jean d'Angély, generale e politico francese (n. 1794)
- 7 febbraio - Pietro Cuppari, agronomo italiano (n. 1816)
- 11 febbraio - Michelangelo Grigoletti, pittore italiano (n. 1801)
- 11 febbraio - Carlos Soublette, militare e politico venezuelano (n. 1789)
- 12 febbraio - Jacob de Kempenaer, politico olandese (n. 1793)
- 14 febbraio - Adolf Ferdinand Wenceslaus Brix, matematico tedesco (n. 1798)
- 15 febbraio - Michele Cervelli, architetto e ingegnere italiano (n. 1791)
- 17 febbraio - Samuel Tzschirner, rivoluzionario, avvocato e politico tedesco (n. 1812)
- 18 febbraio - Sophie Allart, pittrice francese (n. 1804)
- 19 febbraio - Nathaniel de Rothschild, banchiere e enologo britannico (n. 1812)
- 20 febbraio - Ginevra Canonici Fachini, educatrice, scrittrice e letterata italiana (n. 1779)
- 21 febbraio - Emerico Amari, giurista, politico e giornalista italiano (n. 1810)
- 22 febbraio - Caterina Vogoride-Conachi, nobile e rivoluzionaria rumena (n. 1831)
- 23 febbraio - Antonio Caveri, politico e giurista italiano (n. 1811)
- 25 febbraio - Louis-Jacques-Maurice de Bonald, cardinale e arcivescovo cattolico francese (n. 1787)
- 25 febbraio - Henrik Hertz, scrittore e poeta danese (n. 1797)
- 26 febbraio - Antonio Coppi, presbitero, storico e archeologo italiano (n. 1783)
- 27 febbraio - Gennaro Fergola, militare italiano (n. 1795)
- 27 febbraio - Franz Unger, botanico e paleontologo austriaco (n. 1800)

## Marzo(35)
- 1º marzo - Francisco Solano López, generale e politico paraguaiano (n. 1827)
- 3 marzo - Friedrich Boie, scienziato tedesco (n. 1789)
- 5 marzo - Josef Redtenbacher, chimico austriaco (n. 1810)
- 6 marzo - Friedrich Karl zu Schwarzenberg, austriaco (n. 1800)
- 7 marzo - Dar'ja Konstantinovna Opočinina, nobildonna russa (n. 1844)
- 8 marzo - August Koberstein, storico della letteratura tedesco (n. 1797)
- 9 marzo - Maria Ann Smith, agricoltrice australiana (n. 1799)
- 10 marzo - Léon Alvarado, politico honduregno (n. 1810)
- 10 marzo - Ignaz Moscheles, pianista, compositore e musicista ceco (n. 1794)
- 11 marzo - Moshoeshoe I, sovrano lesothiano
- 12 marzo - Enrico di Borbone-Spagna, principe spagnolo (n. 1823)
- 12 marzo - Augusto Povoleri, patriota italiano (n. 1838)
- 13 marzo - Charles de Montalembert, nobile, politico e giornalista francese (n. 1810)
- 13 marzo - Thomas de Colmar, inventore e imprenditore francese (n. 1785)
- 14 marzo - Johann von Hlavaty, generale e ingegnere austriaco (n. 1788)
- 15 marzo - Jean-Victor Schnetz, pittore francese (n. 1787)
- 17 marzo - Karl Friedrich Neumann, orientalista, storico e traduttore tedesco (n. 1793)
- 18 marzo - Karl Heinrich Rau, economista tedesco (n. 1792)
- 19 marzo - Domenico Chiodo, generale e architetto italiano (n. 1823)
- 19 marzo - Andrea Cittadella Vigodarzere, politico italiano (n. 1804)
- 20 marzo - Robert Jocelyn, III conte di Roden, politico irlandese (n. 1788)
- 22 marzo - Giacinto Corio, agronomo italiano (n. 1796)
- 26 marzo - Charles Green, britannico (n. 1785)
- 26 marzo - Michal Miloslav Hodža, linguista, poeta e pastore protestante slovacco (n. 1811)
- 26 marzo - Raymond Monvoisin, pittore francese (n. 1790)
- 28 marzo - Alexandre Moreau de Jonnès, militare francese (n. 1778)
- 28 marzo - George H. Thomas, generale statunitense (n. 1816)
- 29 marzo - Paul Émile Botta, archeologo e storico italiano (n. 1802)
- 29 marzo - John T. Graves, giurista e matematico irlandese (n. 1806)
- 30 marzo - William Hale, inventore inglese (n. 1797)
- 30 marzo - Félix Orsières, religioso e storico italiano (n. 1803)
- 30 marzo - Charles de Groux, pittore, illustratore e incisore belga (n. 1825)
- 31 marzo - William Brady, politico statunitense (n. 1811)
- 31 marzo - Charles Grey, ufficiale e politico inglese (n. 1804)
- 31 marzo - Anton Ernst von Schaffgotsch, arcivescovo cattolico boemo (n. 1804)

## Aprile(23)
- 3 aprile - Philipp Jaffé, storico, filologo e diplomatista tedesco (n. 1819)
- 4 aprile - Heinrich Gustav Magnus, chimico e fisico tedesco (n. 1802)
- 8 aprile - Charles Auguste de Bériot, violinista e compositore belga (n. 1802)
- 9 aprile - Giovanni Maria Lavagna, matematico italiano (n. 1812)
- 11 aprile - Enrico Polliotti, politico italiano (n. 1811)
- 11 aprile - Justo José de Urquiza, generale e politico argentino (n. 1801)
- 13 aprile - Heinrich von Hess, generale austriaco (n. 1788)
- 13 aprile - Sarah Spencer, nobile britannica (n. 1787)
- 14 aprile - Antonio Busca Serbelloni, politico italiano (n. 1795)
- 15 aprile - Marianna Bacinetti, filosofa italiana (n. 1802)
- 15 aprile - Matteo Eustachio Gonella, cardinale e arcivescovo cattolico italiano (n. 1811)
- 15 aprile - Emma Willard, attivista e educatrice statunitense (n. 1787)
- 16 aprile - Tullio Dandolo, scrittore, storico e filosofo italiano (n. 1801)
- 16 aprile - Carolina di Borbone-Due Sicilie, principessa (n. 1798)
- 19 aprile - Ferdinand de Lanoye, scrittore francese (n. 1806)
- 19 aprile - Andreas Schelfhout, pittore, incisore e litografo olandese (n. 1787)
- 19 aprile - Camille-Marie Stamaty, pianista e compositore greco (n. 1811)
- 23 aprile - Johann Baptist Lüft, teologo tedesco (n. 1801)
- 25 aprile - Benjamin Antier, drammaturgo francese (n. 1787)
- 26 aprile - Zerah Colburn, ingegnere e giornalista statunitense (n. 1832)
- 27 aprile - Amedeo Peyron, filologo classico, orientalista e papirologo italiano (n. 1785)
- 29 aprile - Anatolio Demidoff, imprenditore russo (n. 1812)
- 29 aprile - Juan Crisóstomo Falcón, politico venezuelano (n. 1820)

## Maggio(20)
- 1º maggio - Friedrich Dehnhardt, architetto del paesaggio e botanico tedesco (n. 1787)
- 1º maggio - Gabriel Lamé, matematico e fisico francese (n. 1795)
- 3 maggio - Giovanni Battista Naselli, arcivescovo cattolico italiano (n. 1786)
- 5 maggio - Giovanni Regis, magistrato e politico italiano (n. 1792)
- 6 maggio - James Young Simpson, medico britannico (n. 1811)
- 7 maggio - Bernhard Seyfert, ginecologo austriaco (n. 1817)
- 8 maggio - George Cholmondeley, II marchese di Cholmondeley, politico e nobile britannico (n. 1792)
- 8 maggio - Abel-François Villemain, scrittore e politico francese (n. 1790)
- 9 maggio - Federico di Württemberg, generale tedesco (n. 1808)
- 12 maggio - Richard Curzon-Howe, I conte Howe, nobile inglese (n. 1796)
- 12 maggio - Gaetano De Castillia, politico italiano (n. 1794)
- 12 maggio - Benedikt Waldeck, politico tedesco (n. 1802)
- 17 maggio - David Octavius Hill, fotografo e pittore scozzese (n. 1802)
- 17 maggio - Charles-Marie-Augustin de Goyon, militare francese (n. 1803)
- 22 maggio - Lodovico Pasini, geologo e politico italiano (n. 1804)
- 23 maggio - Georges Carrel, presbitero, scienziato e divulgatore scientifico italiano (n. 1800)
- 23 maggio - Mark Lemon, giornalista, commediografo e scrittore inglese (n. 1809)
- 25 maggio - Ferdinand Petrovič Vrangel', ammiraglio e esploratore russo (n. 1796)
- 26 maggio - Johann Heinrich Blasius, zoologo tedesco (n. 1809)
- 31 maggio - Vasilij Evgrafovič Samarskij-Bychovec, ingegnere russo (n. 1803)

## Giugno(25)
- 2 giugno - Carl Alexander von Hügel, militare, diplomatico e botanico austriaco (n. 1795)
- 7 giugno - Gaetano Afan de Rivera, militare italiano (n. 1816)
- 7 giugno - Friedrich Hohe, litografo e pittore tedesco (n. 1802)
- 7 giugno - Pedro de Araújo Lima, politico brasiliano (n. 1787)
- 9 giugno - Charles Dickens, scrittore e giornalista britannico (n. 1812)
- 10 giugno - Aşubcan Kadın, ottomana
- 10 giugno - Rudolf Köpke, storico tedesco (n. 1813)
- 11 giugno - Pierre Ravanas, imprenditore, mercante e agronomo francese (n. 1796)
- 11 giugno - William Gilmore Simms, scrittore, poeta e storico statunitense (n. 1806)
- 14 giugno - Giulio Pinchetti, poeta e giornalista italiano (n. 1844)
- 15 giugno - Narciso Pascual Colomer, architetto spagnolo (n. 1808)
- 15 giugno - Baldassarre Galli della Mantica, ammiraglio italiano (n. 1815)
- 15 giugno - Vincenzo Morani, pittore italiano (n. 1809)
- 15 giugno - Władysław Hieronim Sanguszko, politico polacco (n. 1803)
- 17 giugno - Girolamo Napoleone Bonaparte, mercante statunitense (n. 1805)
- 18 giugno - Giacinto Agnello, patriota e letterato italiano (n. 1791)
- 18 giugno - Antonio Orsini, patriota e naturalista italiano (n. 1788)
- 19 giugno - Thomas Paul Chipp, arpista e compositore inglese (n. 1793)
- 20 giugno - Jules de Goncourt, scrittore francese (n. 1830)
- 23 giugno - Mírzá Mihdí, religioso persiano (n. 1848)
- 24 giugno - Adam Lindsay Gordon, poeta, fantino e politico australiano (n. 1833)
- 25 giugno - George Baillie-Hamilton, X conte di Haddington, politico scozzese (n. 1802)
- 27 giugno - George Villiers, IV conte di Clarendon, politico britannico (n. 1800)
- 28 giugno - Henrik Reuterdahl, arcivescovo luterano svedese (n. 1795)
- 29 giugno - James Clark, medico scozzese (n. 1788)

## Luglio(24)
- 1º luglio - Federico di Sassonia-Altenburg, principe (n. 1801)
- 1º luglio - Philip Taylor, ingegnere e imprenditore britannico (n. 1786)
- 2 luglio - Girolamo Guidoni, geologo e naturalista italiano (n. 1794)
- 3 luglio - Adolf Holtzmann, filologo e germanista tedesco (n. 1810)
- 3 luglio - Luigi Marchesani, medico e storico italiano (n. 1802)
- 3 luglio - Raffaele Pienovi, imprenditore italiano (n. 1779)
- 5 luglio - Gustave Leberecht Flügel, orientalista e arabista tedesco (n. 1802)
- 7 luglio - Charlotte Sophia Leveson-Gower, nobildonna inglese (n. 1788)
- 9 luglio - Augustus Baldwin Longstreet, scrittore, avvocato e predicatore statunitense (n. 1790)
- 12 luglio - Jules Pierre Bernier De Maligny, generale francese (n. 1809)
- 13 luglio - Clelia Barbieri, religiosa italiana (n. 1847)
- 13 luglio - Johan Fredrik Eckersberg, pittore norvegese (n. 1822)
- 13 luglio - Christian Albrecht Jensen, pittore danese (n. 1792)
- 14 luglio - Pier Silvestro Leopardi, patriota e politico italiano (n. 1797)
- 18 luglio - Jean Théodore Lacordaire, entomologo belga (n. 1801)
- 19 luglio - Benjamin Thorpe, filologo inglese (n. 1782)
- 20 luglio - Albrecht von Graefe, oculista e chirurgo tedesco (n. 1828)
- 20 luglio - Lucien-Anatole Prévost-Paradol, giornalista e saggista francese (n. 1829)
- 21 luglio - Anna Cora Mowatt, scrittrice, drammaturga e attrice teatrale francese (n. 1819)
- 22 luglio - Josef Strauss, compositore e direttore d'orchestra austriaco (n. 1827)
- 23 luglio - Carlo Burattini, patriota e marittimo italiano (n. 1827)
- 25 luglio - Pierre Dupont, poeta francese (n. 1821)
- 28 luglio - Felice Cantimorri, vescovo cattolico italiano (n. 1811)
- 29 luglio - James Baker Payne, pittore inglese (n. 1800)

## Agosto(24)
- 3 agosto - Pompejus Bolley, chimico tedesco (n. 1812)
- 3 agosto - Rinaldo Simonetti, imprenditore e politico italiano (n. 1821)
- 4 agosto - Abel Douay, generale francese (n. 1809)
- 4 agosto - Franz Josef Ruprecht, botanico austriaco (n. 1814)
- 5 agosto - Wilhelm Radziwiłł, nobile e generale polacco (n. 1797)
- 6 agosto - Eugène Lepoittevin, pittore e incisore francese (n. 1806)
- 8 agosto - Luigi Calligaris, militare, architetto e orientalista italiano (n. 1808)
- 10 agosto - Joséphine Fodor, soprano francese (n. 1789)
- 10 agosto - Edoardo Perotti, pittore italiano (n. 1824)
- 10 agosto - Jules Pierre Rambur, medico e entomologo francese (n. 1801)
- 12 agosto - Elena Pavlovna Dolgorukaja, nobile russa (n. 1789)
- 14 agosto - David G. Farragut, ammiraglio statunitense (n. 1801)
- 14 agosto - Manuel Saumell, musicista cubano (n. 1818)
- 15 agosto - Achille Gonzaga, nobile italiano (n. 1822)
- 15 agosto - Georg Wilhelm Issel, pittore tedesco (n. 1785)
- 17 agosto - Jean-Baptiste Louis Gros, diplomatico, nobile e fotografo francese (n. 1793)
- 18 agosto - John Pendleton Kennedy, politico e scrittore statunitense (n. 1795)
- 18 agosto - Felice di Salm-Salm, generale e nobile tedesco (n. 1828)
- 21 agosto - Gustav Struve, rivoluzionario, politico e scrittore tedesco (n. 1805)
- 22 agosto - William Lewis, scacchista britannico (n. 1787)
- 24 agosto - Edwin Gray Lee, generale statunitense (n. 1836)
- 25 agosto - Richard Seymour-Conway, IV marchese di Hertford, nobile e collezionista d'arte britannico (n. 1800)
- 27 agosto - Pietro Barsanti, militare italiano (n. 1849)
- 28 agosto - Giovanni Battista Nicolini, avvocato, patriota e politico italiano (n. 1794)

## Settembre(27)
- 1º settembre - Claude Jules Isidore Manéque, generale francese (n. 1812)
- 1º settembre - Joseph Anton von Maffei, imprenditore e ingegnere tedesco (n. 1790)
- 2 settembre - Claude Théodore Decaen, generale francese (n. 1811)
- 2 settembre - Samuel Maverick, avvocato statunitense (n. 1803)
- 2 settembre - Arthur Saint-Léon, ballerino e coreografo francese (n. 1815)
- 2 settembre - Charles Joseph, conte de Flahaut, nobile e generale francese (n. 1785)
- 3 settembre - Noël Raoult, generale francese (n. 1810)
- 5 settembre - William Holcombe, politico statunitense (n. 1804)
- 6 settembre - Caterina Barili, cantante lirica italiana
- 6 settembre - Jean Auguste Margueritte, generale francese (n. 1823)
- 7 settembre - Philipp Wilhelm Wirtgen, botanico tedesco (n. 1806)
- 9 settembre - Alessandro Duroni, ottico e fotografo italiano (n. 1807)
- 9 settembre - Louise Lehzen, tedesca (n. 1784)
- 11 settembre - François-Barthélemy-Marius Abel, pittore francese (n. 1832)
- 13 settembre - Pascual Madoz, politico spagnolo (n. 1806)
- 18 settembre - Virgilio Estival, patriota e scrittore francese (n. 1835)
- 18 settembre - Augustus Volney Waller, medico e fisiologo britannico (n. 1816)
- 18 settembre - Amalia di Sassonia, compositrice e drammaturga tedesca (n. 1794)
- 20 settembre - Lorenzo Cavallo, militare italiano (n. 1846)
- 20 settembre - Giacomo Pagliari, militare italiano (n. 1822)
- 20 settembre - Nicola Palizzi, pittore italiano (n. 1820)
- 20 settembre - Kalama delle Hawaii, nobildonna statunitense (n. 1817)
- 22 settembre - Louis Rémy Mignot, pittore statunitense (n. 1831)
- 23 settembre - Prosper Mérimée, scrittore, storico e archeologo francese (n. 1803)
- 25 settembre - Edoardo Crotti di Costigliole, politico italiano (n. 1799)
- 29 settembre - Carlo Salerio, presbitero e patriota italiano (n. 1827)
- 30 settembre - Irene Ricciardi Capecelatro, poetessa e librettista italiana (n. 1802)

## Ottobre(16)
- 1º ottobre - Luigi Cibrario, storico, numismatico e magistrato italiano (n. 1802)
- 4 ottobre - Luigi Guglielmo Germi, politico italiano (n. 1786)
- 7 ottobre - Cosimo Corsi, cardinale e arcivescovo cattolico italiano (n. 1798)
- 7 ottobre - Mario Mattei, cardinale e vescovo cattolico italiano (n. 1792)
- 7 ottobre - Majid bin Sa'id di Zanzibar, sultano tanzaniano (n. 1834)
- 8 ottobre - Félix Duban, architetto francese (n. 1798)
- 10 ottobre - Raffaello Politi, pittore, architetto e archeologo italiano (n. 1783)
- 12 ottobre - Robert Edward Lee, generale statunitense (n. 1807)
- 14 ottobre - Antonio Cozzolino, brigante italiano (n. 1824)
- 14 ottobre - Andrew Henry, militare britannico (n. 1823)
- 16 ottobre - Alessandro Riccardi di Netro, arcivescovo cattolico italiano (n. 1808)
- 18 ottobre - Andrea Charvaz, arcivescovo cattolico italiano (n. 1793)
- 19 ottobre - Imre Frivaldszky, botanico, entomologo e biologo ungherese (n. 1799)
- 20 ottobre - Michael William Balfe, compositore, baritono e direttore d'orchestra irlandese (n. 1808)
- 24 ottobre - Antonio María Claret y Clará, arcivescovo cattolico e missionario spagnolo (n. 1807)
- 26 ottobre - Thomas Anderson, botanico, medico e esploratore scozzese (n. 1832)

## Novembre(21)
- 2 novembre - Giuseppe Ferrario, medico e statistico italiano (n. 1802)
- 2 novembre - Heinrich Jakob Fried, pittore tedesco (n. 1802)
- 3 novembre - Diego Noboa, politico ecuadoriano (n. 1789)
- 4 novembre - Otto Vincent Lange, politico norvegese (n. 1797)
- 7 novembre - Filippo De Boni, giornalista, scrittore e politico italiano (n. 1816)
- 11 novembre - Samuele Biava, poeta italiano (n. 1792)
- 12 novembre - Auguste Duméril, zoologo francese (n. 1812)
- 14 novembre - Henrik Nikolai Krøyer, zoologo e ittiologo danese (n. 1799)
- 17 novembre - Nicola Maresca Donnorso di Serracapriola, diplomatico e politico italiano (n. 1790)
- 17 novembre - Alexandre Pierre Moline de Saint-Yon, generale, politico e scrittore francese (n. 1786)
- 19 novembre - Juan Rico, poeta, storico e giornalista spagnolo (n. 1821)
- 20 novembre - Giacomo Tofano, patriota, politico e giurista italiano (n. 1799)
- 21 novembre - Karel Jaromír Erben, filologo e poeta ceco (n. 1811)
- 21 novembre - Andrea Meneghini, politico italiano (n. 1806)
- 23 novembre - Giuseppina Bozzacchi, danzatrice italiana (n. 1853)
- 24 novembre - Lautréamont, poeta francese (n. 1846)
- 26 novembre - Franz von Wimpffen, generale e ammiraglio austriaco (n. 1797)
- 28 novembre - Jean-Frédéric Bazille, pittore francese (n. 1841)
- 28 novembre - Giuseppe Canestrini, storico e bibliotecario italiano (n. 1807)
- 29 novembre - Charles Dien, astronomo e cosmografo francese (n. 1809)
- 30 novembre - Adrien Prévault, militare francese (n. 1836)

## Dicembre(28)
- 2 dicembre - Giovanni Andrea Darif, pittore italiano (n. 1801)
- 2 dicembre - Jules-Marie Ladreit de Lacharrière, generale francese (n. 1806)
- 5 dicembre - Alexandre Dumas padre, scrittore e drammaturgo francese (n. 1802)
- 5 dicembre - Herman Severin Løvenskiold, compositore norvegese (n. 1815)
- 6 dicembre - Pierre Hippolyte Publius Renault, generale francese (n. 1807)
- 6 dicembre - Thomas Taylour, II marchese di Headfort, politico irlandese (n. 1787)
- 6 dicembre - Luisa di Prussia, principessa (n. 1808)
- 7 dicembre - Pietro Antonio de Mojana, compositore italiano (n. 1800)
- 7 dicembre - Ján Palárik, presbitero e drammaturgo slovacco (n. 1822)
- 7 dicembre - Mychajlo Verbyc'kyj, compositore e presbitero ucraino (n. 1815)
- 10 dicembre - Nicolae Golescu, politico rumeno (n. 1810)
- 12 dicembre - James Holland, pittore inglese (n. 1799)
- 13 dicembre - William Chauvenet, astronomo e matematico statunitense (n. 1820)
- 14 dicembre - Giovanni Barsotti, matematico italiano (n. 1799)
- 17 dicembre - Saverio Mercadante, compositore italiano (n. 1795)
- 18 dicembre - Thomas Doubleday, politico e scrittore britannico (n. 1790)
- 20 dicembre - Maria Sofia di Thurn und Taxis, principessa tedesca (n. 1800)
- 22 dicembre - Gustavo Adolfo Bécquer, poeta, scrittore e giornalista spagnolo (n. 1836)
- 22 dicembre - Enrico Orfei, cardinale e arcivescovo cattolico italiano (n. 1800)
- 25 dicembre - Eduard Jakob Wedekin, vescovo cattolico tedesco (n. 1796)
- 26 dicembre - Dominique-Marie Bouix, giurista francese (n. 1808)
- 26 dicembre - Karl Möring, militare, pubblicista e politico austriaco (n. 1810)
- 28 dicembre - Abbondio Chialiva, patriota, politico e notaio italiano (n. 1800)
- 28 dicembre - Wilson Lumpkin, politico statunitense (n. 1783)
- 28 dicembre - Aleksej Fëdorovič L'vov, violinista e compositore russo (n. 1798)
- 28 dicembre - Petrus van Schendel, pittore olandese (n. 1806)
- 30 dicembre - Giuseppe Ferlini, medico italiano (n. 1797)
- 30 dicembre - Juan Prim, generale e politico spagnolo (n. 1814)

## Senza giorno specificato(34)
- Max Emanuel Ainmiller, pittore tedesco (n. 1807)
- Charles Alexandre, filologo francese (n. 1797)
- Francesco Basoli, incisore e pittore italiano (n. 1790)
- Gustav Bischof, mineralogista tedesco (n. 1792)
- Benigno Bossi, patriota italiano (n. 1788)
- Luigi Bossi, militare e patriota italiano (n. 1823)
- Antonio Bottazzi, pittore italiano (n. 1800)
- Joseph Béranger, inventore e imprenditore francese (n. 1802)
- Andrea Cariello, scultore e incisore italiano (n. 1807)
- Lorenzo Casanova, mercante italiano
- Gustav Paul Closs, pittore tedesco (n. 1840)
- Carl Heinrich Ebermaier, botanico e medico tedesco (n. 1802)
- Stanislao Gatti, filosofo italiano (n. 1820)
- Paolo Giuseppe Ghebart, compositore, direttore d'orchestra e violinista italiano (n. 1796)
- Alexander Henry Haliday, entomologo irlandese (n. 1807)
- Lansford Hastings, esploratore e militare statunitense (n. 1819)
- Achille-Antoine Hermitte, architetto francese (n. 1840)
- Mohammad Azam Khan, emiro afghano (n. 1820)
- Khanderao II Gaekwad, principe indiano (n. 1828)
- Bartolomeo Leotardi, politico italiano (n. 1790)
- Li Zhijian, artista marziale cinese (n. 1780)
- Augustus Meineke, filologo classico tedesco (n. 1790)
- Cynthia Ann Parker, statunitense (n. 1827)
- Didaco Pellegrini, politico italiano (n. 1809)
- Giuseppe Pomponio, brigante italiano (n. 1837)
- Florent Prévost, naturalista francese (n. 1794)
- Eugène Rousseau, scacchista francese (n. 1805)
- Schiena Alta, nativo americano
- James Syme, chirurgo scozzese (n. 1799)
- Filippo Tacconi, drammaturgo e attore teatrale italiano (n. 1805)
- Emile Theodule de Christen, militare francese (n. 1835)
- Francesco Antonio Winspeare, militare e politico italiano (n. 1783)
- Franz Xaver Wührer, imprenditore austriaco (n. 1792)
- Umihana Čuvidina, poetessa bosniaca (n. 1794)